# Boris Said
Boris Said III (ur. 18 września 1962) – amerykański kierowca wyścigowy startujący w wyścigach NASCAR, Trans-Am oraz długodystansowych. Syn Boba Saida, kierowcy wyścigowego i bobsleisty.